# Jan Kopczyński (epidemiolog)
Jan Kazimierz Kopczyński (ur. 25 maja 1931 w Wilnie, zm. 26 maja 2021) – polski epidemiolog, prof. dr hab.

## Życiorys
W 1957 ukończył studia w Akademii Medycznej w Warszawie. Następnie uzyskał I i II (1964) stopień specjalizacji z higieny i epidemiologii. W 1967 obronił pracę doktorską, w 1975 uzyskał stopień doktora habilitowanego na podstawie pracy Niektóre uwarunkowania wielkości spirometrycznych w populacji miejskiej, w 1987 otrzymał tytuł profesora nadzwyczajnego. 
W latach 1956–1974 pracował w Państwowym Zakładzie Higieny, w latach 1974–2001 w Instytucie Medycyny Społecznej AM w Warszawie, był dyrektorem tego instytutu w latach 1999–2001, kierował Zakładem Epidemiologii w latach 1974–2001.
Był członkiem Komitetu Prognoz „Polska 2000 Plus” Prezydium Polskiej Akademii Nauk i Komitetu Epidemiologii i Zdrowia Publicznego PAN. Był przewodniczącym zespołu redakcyjnego, który opracował wstępną i następnie ostateczną wersję Narodowego Programu Zdrowia na lata 1996–2005.